# Concert Noble
 (Janvier 2023).
Le Concert Noble est un bâtiment d’architecture éclectique situé à Bruxelles en Belgique qui a été érigé en 1873 par l’architecte Henri Beyaert à la demande du roi Léopold II. 
Cet espace est conçu pour accueillir des événements sociaux et culturels tels que des bals, des concerts, des défilés de mode, des séminaires, des congrès internationaux, etc.

## Localisation
Le Concert Noble est situé au Quartier Léopold, rue d’Arlon n° 82, entre les rues Belliard et de la Loi, en plein cœur des institutions européennes.

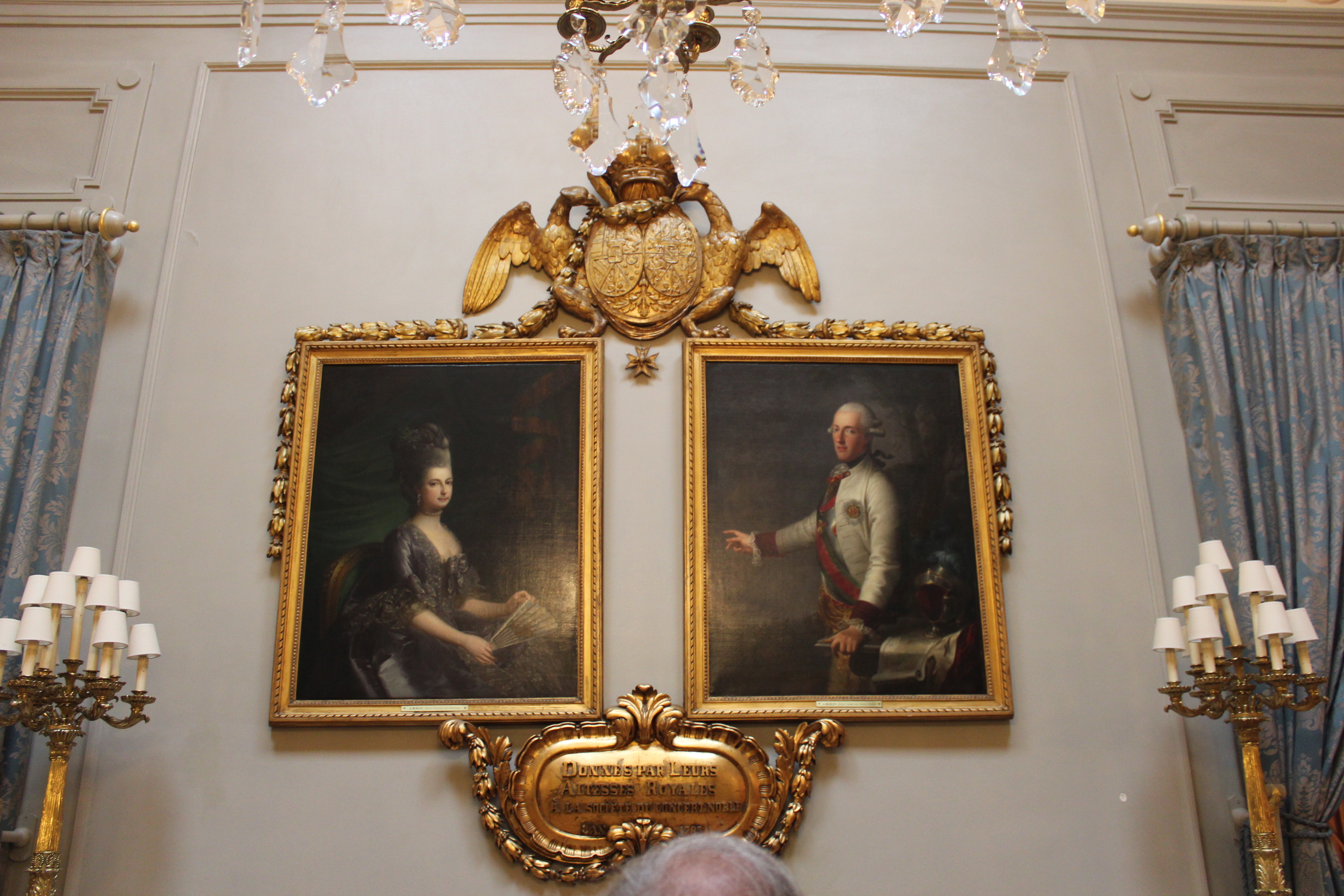
Portrait des souverains

## Historique et architecture

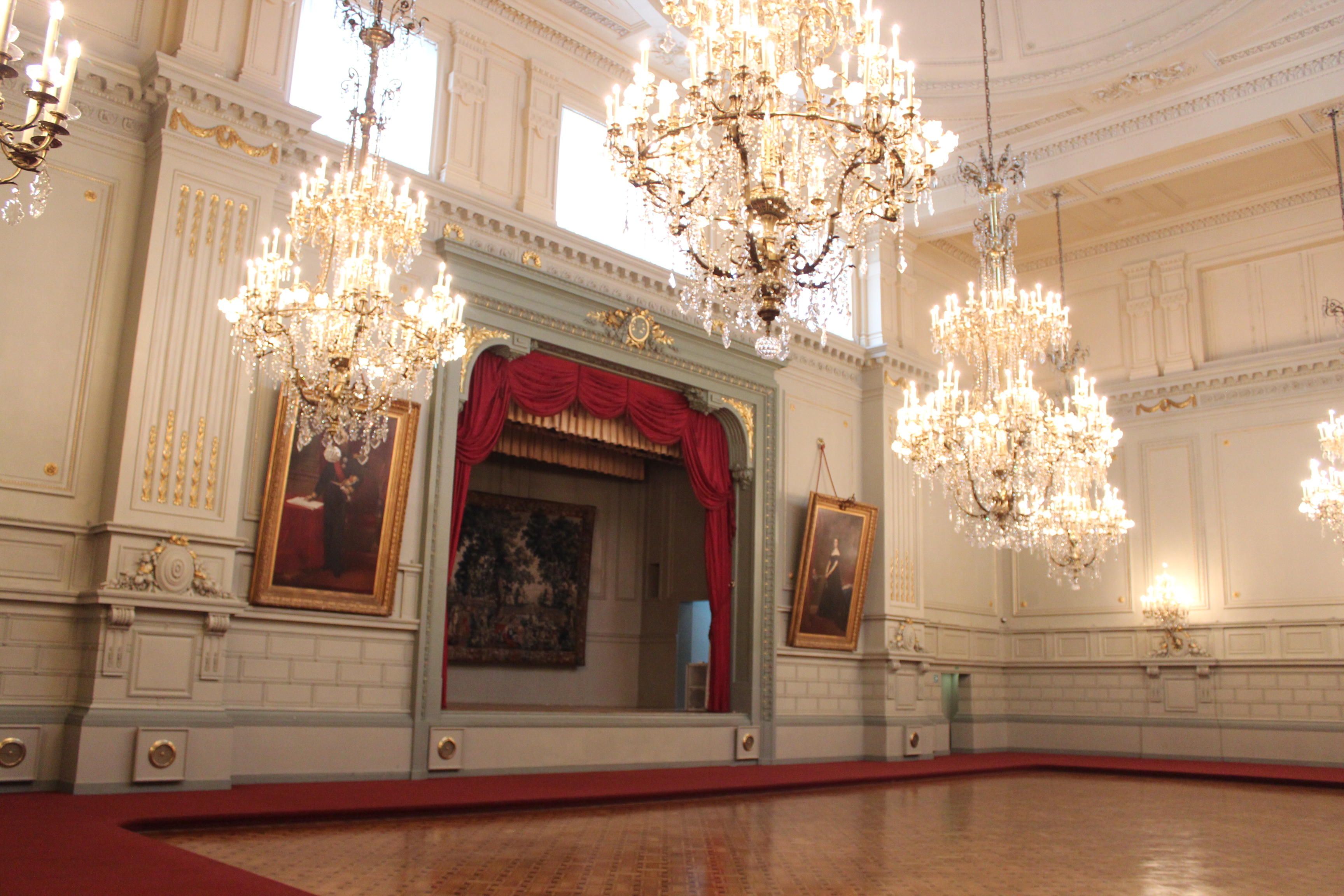
Salle de bal

En 1785, l’archiduc Albert de Saxe-Teschen et Marie-Christine d'Autriche fondent la société du Concert Noble, initialement situé au palais royal de Bruxelles. « La société du Concert Noble est, en quelque sorte, le fruit des amours entre l’aristocratie belge et la vie musicale bruxelloise, au cours des XVIIe et XVIIIe siècles ». C’est plus tard, en 1873, que Léopold II demanda à l’architecte Henri Beyaert de concevoir un bâtiment et des salles de fêtes qui pourraient accueillir la noblesse belge. Ce bâtiment prit tout naturellement le nom de Concert Noble. « La conception fut unique : Henri Beyaert créa un ensemble de salles de plus en plus grandes, de plus en plus hautes et de plus en plus lumineuses passant de la Galerie au Salon, à la Salle de Jeux, au Buffet et à la Salle des Fêtes pour attendre son point culminant avec l’impressionnante Salle de Bal qui occupe une surface de 400 m2 sous une hauteur de 15 m. Le Concert Noble peut accueillir jusqu’à 900 personnes. » Bien que chaque espace ait son propre caractère décoratif, principalement de style Louis XVI, les salles forment un ensemble harmonieux.

## À ce jour
Avec ses décorations de style Louis XVI, reflet des hôtes éminents de l’époque, le Concert Noble est très rapidement devenu le point de rencontre privilégié de nombreuses personnalités nationales et internationales. Les imposantes tapisseries qui ornent des murs d’une hauteur surprenante, ont notamment vu défiler le Dalaï Lama, plusieurs chefs d’Etat et bien sûr, tous les membres de la famille royale belge ainsi que certaines familles royales européennes. « Jusque dans les années 1970, les salles étaient principalement louées par des institutions, entreprises,… mais par après, faute de modernisation et d’entretien, les activités se firent de plus en plus rares. La Société dut donc commencer à chercher un acquéreur. Le groupe ABB assurances déjà voisin du bâtiment, qui devint par la suite KBC, racheta les salles pour permettre leur extension. »C’est fin 2009 que le Concert Noble est acquis et mis en valeur par Edificio. Lieu incontournable à Bruxelles, tant par sa capacité d’accueil que par sa situation et son style, le Concert Noble continue d’accueillir des événements de haut niveau, tels que des conférences internationales mais aussi des bals dansants, dont les fameux bals russe et viennois.